# Die klugen Leute

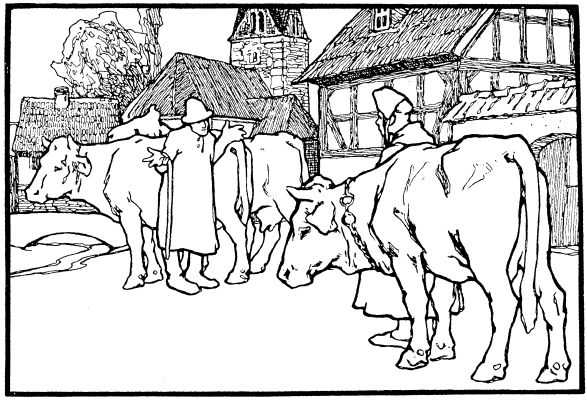
Illustration von Otto Ubbelohde, 1909

Die klugen Leute ist ein Schwank (ATU 1385, 1384, 1540). Er steht in den Kinder- und Hausmärchen der Brüder Grimm ab der 7. Auflage von 1857 an Stelle 104 (KHM 104).

## Inhalt

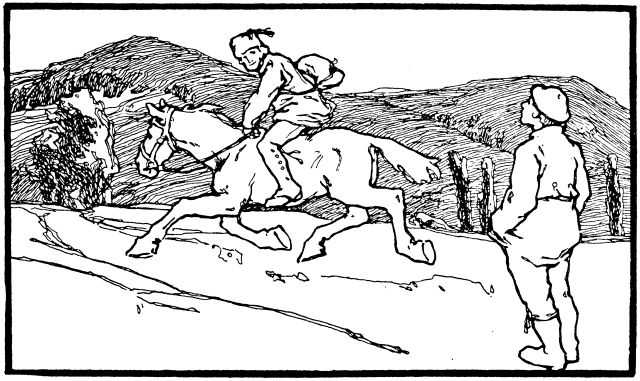
Illustration von Otto Ubbelohde, 1909

Bauer Hans lässt seine Frau Trine in seiner Abwesenheit die drei Kühe verkaufen, aber nicht für unter zweihundert Taler, sonst will er sie verprügeln. Der Viehhändler hat kein Geld dabei und lässt ihr eine Kuh zum Pfand. Der wütende Mann will sie schonen, wenn er jemand noch dümmeren fände. Auf der Straße fährt eine Frau stehend im Wagen, um die Tiere weniger anzustrengen. Er behauptet, er sei vom Himmel gefallen, dort habe ihr Mann keine Kleider. Sie holt ihm ihr Geld und sagt es auch ihrem Sohn, der den Himmelsboten suchen geht und ihm sein Pferd schenkt, damit er schneller in den Himmel zurückkehren kann. Der reitet zufrieden heim.

## Stil

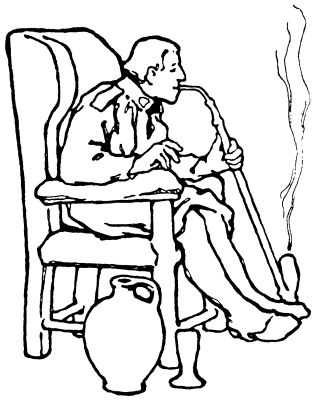
Illustration von Otto Ubbelohde, 1909

Bauer Hans droht seiner Frau: „Du bist als kleines Kind einmal auf den Kopf gefallen, das hängt dir bis auf diese Stunde nach“ (vgl. KHM 125), „machst du dummes Zeug, so streiche ich dir den Rücken blau an, und das ohne Farbe, bloß mit dem Stock“. Sie soll ihren „Lohn ohne Abzug erhalten“, ähnlich dem Euphemismus in KHM 7 Der gute Handel. Der Satz des Viehhändlers, „so viel sind sie unter Brüdern werth“, ist Gaunersprache, „einer, der keinen Docht in seiner Lampe hat“ ein Judaizismus. „Schneider gibt es dort nicht, der heil. Petrus läßt keinen hinein, wie Ihr aus dem Märchen wißt“ spielt auf KHM 35 Der Schneider im Himmel an. Seine Angabe „Ich bin vom Himmel gefallen“ bedeutet, neben dem Schelmenstück, auch eine Anmaßung, wie in anderen Hans-Märchen (KHM 32, 83, 84, 108, 136, 162, 166, 54a). Er setzt sich Pfeife rauchend in den Großvaterstuhl: „Wenn die Dummheit immer soviel einbrächte, so wollte ich sie gerne in Ehren halten.“ Der Erzähler schließt: „So dachte der Bauer, aber dir sind gewiss die Einfältigen lieber.“
Vgl. auch KHM 34 Die kluge Else, KHM 59 Der Frieder und das Katherlieschen, Ludwig Bechsteins Das tapfere Bettelmännlein, Ernst Heinrich Meiers Der Himmelsreisende (Deutsche Volksmärchen aus Schwaben, Nr. 20).

## Herkunft
Grimms Anmerkung von 1856 vermerkt „Aus Hessen“ (von Dortchen Wild) und nennt zum Vergleich Zingerle S. 75 „der Bauer und die Bäuerin“, Pröhle Nr. 50 „vom langen Winter“, Meier „Nr. 20 und S. 304. 305 der Himmelreisende“, Müllenhoff Nr. 10, norwegisch Asbjörnsen 1, Nr. 10, wallachisch Schott Nr. 43 und einen „Schwank von dem fahrenden Schüler im Paradies bei Hans Sachs 3. 3, 18. Nürnb. Ausg.“ Das zuvor an Stelle 104 stehende Märchen Die treuen Tiere entfiel, weil es aus der mongolischen Sammlung Ssidi Kur stammte.
Dortchen Wild schrieb den Text im Oktober 1851, zu Besuch bei ihrem Schwager auf der Friedrichshütte, nach mündlicher Tradition aus dem Munde einer Märchenfrau aus Weiterode auf. Wilhelm Grimm übernahm ihn in die folgenden kleinen und die letzte große Ausgabe der Kinder- und Hausmärchen ab 1853 bzw. 1857, die letzte Übernahme eines mündlichen Textes überhaupt. Seine erhaltene Handschrift titelt Die drei Erznarren, wie dann Die klugen Leute eine Anspielung auf barocke Romantitel von Christian Weise, von dem er schon Redensarten in KHM 20 Das tapfere Schneiderlein eingefügt hatte. Es ist ein verbreiteter, alter Märchenschwank, populär durch Hans Sachs’ Meisterlied der fahrend Schüler mit der reichen einfältigen Bäurin (1549) und Fastnachtsspiel Der fahrende Schüler aus dem Paradies (1550). Einzelne Episoden des Schwanks gibt es auch bei Johannes Pauli, Heinrich Bebel, Eulenspiegel. Schon Berthold von Regensburg warnte vor Gaunern, die für Tote in der Hölle um Spenden baten.